# Fakturoid
Fakturoid je česká služba pro online fakturaci a další služby kolem podnikání. Funguje od roku 2009.

## Historie
Službu založili společně Lukáš Konarovský a Jan Korbel. V roce 2011 měla služba okolo 1200 uživatelů, v roce 2014 už 11 tisíc.
Od roku 2018 nabízí Fakturoid svým zákazníkům s podnikatelským účtem Komerční banka.
Firma provozující službu nemá stálou kancelář, všichni pracovníci pracují na dálku.

## Jak funguje
Služba umožnuje vystavovat faktury, evidovat náklady a stav skladu. Umí také připravit podklady pro daňové přiznání.
Fakturoid umí automaticky párovat platby spojené s fakturami s většinou českých bank. Službu lze snadno propojit s mnoha účetními systémy, například Pohoda, Money S3 nebo Abra Flexi. Nabízí propojení na mnoho dalších služeb, jako je například eshopová řešení Shopify nebo Shoptet, systémy projektového řízení Freelo, Trello nebo Teamwork či platební systémy GoPay nebo Paypal.
Od roku 2024 nabízí možnost vytěžit informace z faktury pomocí umělé inteligence.

## Ocenění
V roce 2010 dostala služba zvláštní cenu v anketě Křišťálová Lupa.